# أندرياس بولسون
أندرياس بولسون (بالنرويجية البوكمول: Andreas Paulson)‏ هو ناقد أدبي وكاتب وصحفي نرويجي، ولد في 16 فبراير 1861 في برغن في النرويج، وتوفي في 1 مارس 1953.